# Adelomyrmex biroi
Adelomyrmex biroi is een mierensoort uit de onderfamilie van de Myrmicinae. De wetenschappelijke naam van de soort is voor het eerst geldig gepubliceerd in 1897 door Carlo Emery.
Hij noemde de soort naar Lajos Biró, die ze had verzameld in het "Hansemann-gebergte" in Duits-Nieuw-Guinea.